# Establishment
Establishment (englisch establishment [ɪˈstæblɪʃmənt] ‚Einrichtung‘, ‚organisierte Körperschaft‘) bezeichnet eine politisch, wirtschaftlich und gesellschaftlich einflussreiche Milieugruppierung oder Klasse, eine etablierte Elite. Meist ist die Machtelite in einem Land bzw. einer Region gemeint. Die Verwendung des Begriffs impliziert bisweilen eine ablehnend-kritische Haltung. Im Sprachgebrauch der DDR-Ideologie wurden damit „etablierte staatsmonopolistische Ordnungs- und Herrschaftsstrukturen“ gekennzeichnet.
Geprägt wurde der Ausdruck vor allem durch die Jugend- und Studentenbewegung der mittleren 1960er Jahre als Schlagwort für die herrschenden Kräfte, deren Tun auf Festigung ihrer Macht und Unterdrückung der nicht privilegierten Schichten ausgerichtet war. Im Zuge der 68er-Bewegung war er ein ständiges Schlagwort z. B. der damals entstehenden „Republikanischen Clubs“. Ein damaliger Sponti-Spruch lautet: Wer zweimal mit derselben pennt, gehört schon zum Establishment.
Die Tea-Party-Bewegung in den Vereinigten Staaten wird häufig als populistische Anti-Establishment-Bewegung bezeichnet.